# Anna Mucha
Anna Maria Mucha (* 26. dubna 1980, Varšava, Polsko) je polská herečka a televizní moderátorka.

## Životopis
Narodila se 26. dubna 1980 roku ve Varšavě. Vysokoškolské vzdělání získala na Varšavské univerzitě. Poprvé se před kamerou objevila v deseti letech ve filmu Korczak (1990), kde si zahrála Sabinku. Největší úspěch jí však přinesla role Danky Dresner ve filmu Schindlerův seznam (1993). Od září 2007 do srpna 2008 roku studovala na filmové a divadelní škole Lee Strasberg Theatre and Film Institute.

## Filmografie
- 1990: Femina
- 1990: Korczak – Sabinka, wychowanka Korczaka
- 1991: Przeklęta Ameryka – Karolina Szymańska
- 1992: Kuchnia Polska – Ania Biesiekierska, córka Ireny i Jana (odc. 3)
- 1992: Sprawa kobiet (Le Violeur Impuni) – Agnes, dziewczynka na huśtawce
- 1993: Schindlerův seznam (Schindler's List) – Danka Dresner
- 1994: Bank nie z tej ziemi – Hania (odc. 11 pt. Dar Hermesia)
- 1994: Szczur – Marysia, córka Bronki
- 1995–1998: Matki, żony i kochanki – Klara, córka Doroty i Michała Lindnerów
- 1996: Panna Nikt – Kasia Bogdańska
- 1997: Młode wilki 1/2 – Ania
- 2000: Chłopaki nie płaczą – Lili
- 2000: Na dobre i na złe – Kinga Radwańska (odc. 40 pt. Siostrzana miłość)
- 2000: Życie jako śmiertelna choroba przenoszona drogą płciową – asystentka dyrektora biura podróży
- 2001: Marszałek Piłsudski – Wanda Juszkiewiczówna, córka Marii Piłsudskiej (odc. 2)
- od 2003: M jak miłość – Magda Marszałek, przyjaciółka Kingi
- 2009: Teraz albo nigdy! – Olga (odc. 39–41)
- 2010–2011: Prosto w serce – Monika Milewska
- 2010: Usta usta – Anita (odc. 15–18, 20)
- 2011: Och, Karol 2 – Mira